# 竹森元彦
竹森 元彦（たけもり もとひこ、1965年 - ）は、日本の教育学者。香川大学医学部教授。香川県高松市出身。
立命館大学文学部心理学専攻卒業。1991年、鳴門教育大学大学院学校教育研究科幼児教育コース修了。1998年、鳴門教育大学助手。1999年 -2002年、愛媛大学教育学部講師・准教授。2002年 - 2018年、香川大学教育学部准教授・教授。2018年4月から香川大学医学部臨床心理学科教授。香川大学医学部臨床心理学科学科長。

## 所属学会
- 日本心理臨床学会
- 日本児童青年期精神医学会
- 日本家族研究・家族療法学会
- 日本カウンセリング学会
- 香川県臨床心理士会

## 著書
主著
- 『メランコリーチェア―カウンセリング・ルームからの出発』（2003年5月、ふくろう出版）
- 『心の生まれる場所』（2005年4月、ふくろう出版）

共著
- 中津郁子、吉成悦子、七条誠子、外礒やよひ、佐々木保行 編集『幼年期家庭教育のひずみ』（1996年5月、高文堂出版社）

編著
- 伊藤裕康、若林教裕、河田祥司・川田英之『ナラティヴ・エデュケーション入門』（2021年2月、美巧社）
- 『ナラティヴ・アプローチと多職種連携—ナラティヴをプラットフォームとしたつながりと創造—』（2020年1月、美巧社）